# Coast to Coast AM
Coast to Coast AM (прежнее название The Art Bell Show) — американское радио ток-шоу, выходящее в эфир в США и Канаде. Специализируется на паранормальной тематике и теориях заговора. Является самой популярной ночной радиопередачей в Северной Америке с охватом аудитории 4,5 млн человек.
Выпускается Premiere Radio Networks. Выходит в эфир по ночам семь дней в неделю: 1:00— 5:00 по восточному времени / 22:00 — 2:00 по тихоокеанскому времени.
Создателем и первым ведущим (1988–2003) был Арт Белл. С 2003 года ведущий — Джордж Нури. Кроме того, в качестве ведущих выступают Джордж Кнапп и Ян Паннетт.